# Saint-Paul Charlestown
Saint-Paul Charlestown est l'une des quatorze paroisses de Saint-Christophe-et-Niévès. Elle est située sur Niévès dont elle constitue l'une des cinq paroisses.

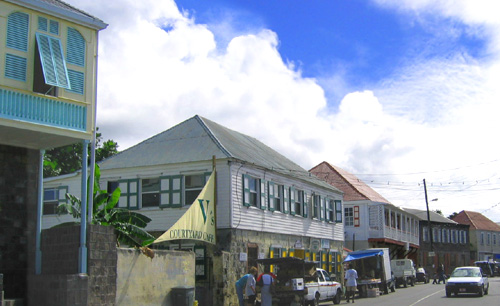
La rue principale de Charlestown

Quoique plus petite subdivision du pays, elle abrite la capitale de Niévès, Charlestown, où se trouve la majorité de la population de Saint-Paul Charlestown avec 1500 habitants. Seul autre endroit habité de la paroisse : une partie du village de Craddocks. Le reste du territoire consiste en une partie du Nevis Peak.
L'exiguïté du territoire explique la petite façade maritime de la paroisse : quelque 800 mètres, occupés principalement par le port de Charlestown.
Le territoire de Saint-Paul Charlestown s'enfonce vers l'intérieur de l'île sur 5 km ; les premiers contreforts, en pente douce, laissent progressivement la place à une forêt tropicale qui mène au sommet de l'île (985 m).